# Gimme More
Gimme More (pol. Daj mi więcej) – pierwszy singel amerykańskiej piosenkarki Britney Spears z jej piątego studyjnego albumu Blackout. Jest to pierwszy singel artystki zilustrowany teledyskiem od 2005 roku. Produkcją piosenki zajął się Nate „Danjahandz” Hills.

## Premiera
Piosenka swoją premierę miała 30 sierpnia 2007 roku w Stanach Zjednoczonych w kilku dużych amerykańskich stacjach radiowych. Pierwszy raz piosenkę wyemitowało Nowojorska stacja Z100, jednak tego samego dnia piosenkę wyemitowało też radio KIIS FM z Los Angeles. Piosenka w dniu premiery trafiła też do Kanady, a Chum FM było pierwszym kanadyjskim radiem, które wyemitowało utwór „Gimme More”.
Następnego dnia, 31 sierpnia, utwór pojawił się we francuskim Fun Radio, brytyjskim KISS 100 oraz australijskim 2dayfm, gdzie po spędzonej tam dobie trafiła na pierwsze miejsce listy Hot 30 Countdown Vote.
6 września „Gimme More” emitowały szwedzkie radia, a dzień później w programie „Gorąca 20” radia Eska odbyła się polska premiera utworu. Kilka godzin po amerykańskiej premierze piosenka odniosła sukces. Trafiła na osiemdziesiątą pozycję listy Mediabase – utworów najczęściej granych w amerykańskich stacjach radiowych.
Magazyn Blender ocenił utwór „Gimme More” pozytywnie, przyznając mu cztery na pięć możliwych gwiazdek.
6 września „Gimme More” zadebiutował na liście Billboardu Hot 100 na niskiej pozycji. 3 października piosenka awansowała z pozycji sześćdziesiątej ósmej na trzecią, dając twórczości piosenkarki drugą bardzo wysoką pozycję na tej liście w całej jej karierze.
25 września 2007 piosenka trafiła do internetowego sklepu muzycznego iTunes, gdzie odniosła niebywały sukces – została #1 w pięciu krajach.
Po raz pierwszy swój utwór Spears zaprezentowała na gali MTV Video Music Awards 2007. Głównie dzięki występowi z Gimme More gala odnotowała największą oglądalność w historii. Występ wzbudził zainteresowanie singlem oraz wówczas nadchodzącą płytą Blackout.

## Teledysk
Reżyserem teledysku jest Jake Nava, który współpracował już z Britney przy klipie do utworu „My Prerogative”. Klip do tej piosenki został nagrany 19 lipca oraz 7 sierpnia 2007 roku. Kręcony był w magazynie w Malibu – Los Angeles.
Teledysk miał swoją telewizyjną premierę w MTV’s Total Request Live 8 października 2007.
Po raz pierwszy wideoklip został zamieszczony w serwisie iTunes w piątek, 5 października 2007 roku. Już w dniu premiery klip uplasował się na pierwszej pozycji najczęściej ściąganych plików wideo w tym serwisie.
Teledysk pokazuje Britney tańczącą na rurze w czasie dyskoteki.

## Lista utworów
- 1. „Gimme More (Main Version)”
- 2. „Gimme More (Kaskade Club Mix)”
- 3. „Gimme More (Junkie XL Extended Mix)”
- 4. „Gimme More (Video)”

## Wersje Oficjalne
- „Gimme More (Album version)”
- „Gimme More feat. T.I.”
- „Gimme More (Armand Deluxe Remix)”
- „Gimme More”, feat. Audio Imagery
- „Gimme More”, feat. Lil’ Mama

## Pozycje na listach
| Państwo                       | Notowanie                     | Pozycja                       | Sprzedaż singla               | Certyfikat                    |                               |                               |                               |                               |                               |                               |                               |                               |                               |
| Ameryka Północna i Południowa | Ameryka Północna i Południowa | Ameryka Północna i Południowa | Ameryka Północna i Południowa | Ameryka Północna i Południowa | Ameryka Północna i Południowa | Ameryka Północna i Południowa | Ameryka Północna i Południowa | Ameryka Północna i Południowa | Ameryka Północna i Południowa | Ameryka Północna i Południowa | Ameryka Północna i Południowa | Ameryka Północna i Południowa | Ameryka Północna i Południowa |
| ----------------------------- | ----------------------------- | ----------------------------- | ----------------------------- | ----------------------------- | ----------------------------- | ----------------------------- | ----------------------------- | ----------------------------- | ----------------------------- | ----------------------------- | ----------------------------- | ----------------------------- | ----------------------------- |
| Kanada                        | Canadian Hot 100              | 1                             |                               |                               |                               |                               |                               |                               |                               |                               |                               |                               |                               |
| Stany Zjednoczone             | U.S. Billboard Hot 100        | 3                             | 1.000.000+                    | Platyna                       |                               |                               |                               |                               |                               |                               |                               |                               |                               |
| Australia i Oceania           |                               |                               |                               |                               |                               |                               |                               |                               |                               |                               |                               |                               |                               |
| Australia                     | Australian ARIA Singles Chart | 3                             | 35.000+                       | Złoto                         |                               |                               |                               |                               |                               |                               |                               |                               |                               |
| Nowa Zelandia                 | New Zealand Singles Chart     | 15                            |                               |                               |                               |                               |                               |                               |                               |                               |                               |                               |                               |
| Azja                          |                               |                               |                               |                               |                               |                               |                               |                               |                               |                               |                               |                               |                               |
| Rosja                         | TopHit 100 Singles            | 11                            |                               |                               |                               |                               |                               |                               |                               |                               |                               |                               |                               |
| Europa                        |                               |                               |                               |                               |                               |                               |                               |                               |                               |                               |                               |                               |                               |
| Austria                       | Austrian Top 75 Singles       | 8                             |                               |                               |                               |                               |                               |                               |                               |                               |                               |                               |                               |
| Belgia                        | Top 50 Singles                | 5                             |                               |                               |                               |                               |                               |                               |                               |                               |                               |                               |                               |
| Dania                         | Danish Singles Chart          | 2                             | 30.000+                       | Platyna                       |                               |                               |                               |                               |                               |                               |                               |                               |                               |
| Finlandia                     | Finland Singles Top 20        | 6                             |                               |                               |                               |                               |                               |                               |                               |                               |                               |                               |                               |
| Francja                       | French Singles Chart          | 5                             |                               |                               |                               |                               |                               |                               |                               |                               |                               |                               |                               |
| Irlandia                      | Irish Singles Chart           | 2                             |                               |                               |                               |                               |                               |                               |                               |                               |                               |                               |                               |
| Niemcy                        | German Singles Chart          | 7                             |                               |                               |                               |                               |                               |                               |                               |                               |                               |                               |                               |
| Norwegia                      | Norwegian Singles Chart       | 3                             |                               |                               |                               |                               |                               |                               |                               |                               |                               |                               |                               |
| Szwajcaria                    | Swiss Singles Chart           | 4                             |                               |                               |                               |                               |                               |                               |                               |                               |                               |                               |                               |
| Szwecja                       | Swedish Singles Chart         | 2                             |                               |                               |                               |                               |                               |                               |                               |                               |                               |                               |                               |
| Wielka Brytania               | UK Singles Chart              | 3                             |                               |                               |                               |                               |                               |                               |                               |                               |                               |                               |                               |
| Notowania Międzynarodowe      |                               |                               |                               |                               |                               |                               |                               |                               |                               |                               |                               |                               |                               |
| Europa                        | Eurochart Hot 100 Singles     | 2                             |                               |                               |                               |                               |                               |                               |                               |                               |                               |                               |                               |
| Świat                         | United World Chart            | 2                             | 3.400.000+                    | Platyna                       |                               |                               |                               |                               |                               |                               |                               |                               |                               |

| Pozycja (Sprzedaż tygodniowa) | 7 (208 000) | 7 (210 000)  | 5 (216 000)  | 6 (214 000)  | 3 (230 000)  | 2 (274 000)  | 3 (249 000) | 3 (219 000) | 3 (198 000) | 3 (185 000) |
| Sprzedaż całkowita            | 208 000+    | 418 000+     | 634 000+     | 848 000+     | 1 078 000+   | 1 352 000+   | 1 601 000+  | 1 820 000+  | 2 018 000+  | 2 203 000+  |
| Tydzień                       | 11          | 12           | 13           | 14           | 15           | 16           | 17          | 18          | 19          | 20          |
| Pozycja (Sprzedaż tygodniowa) | 5 (160 000) | 11 (140 000) | 15 (127 000) | 21 (144 000) | 19 (119 000) | 22 (104 000) | 28 (85 000) | 36 (61 000) |             |             |
| Sprzedaż całkowita            | 2 363 000+  | 2 503 000+   | 2 630 000+   | 2 774 000+   | 2 893 000+   | 2 997 000+   | 3 082 000+  | 3 143 000   |             |             |

## Nawiązania
Cover tego utworu nagrał metalowy zespół Machinae Supremacy, który znalazł się on na płycie Overworld pod nazwą „Gimme More SID” oraz Doda, która wykonywała go na kilku koncertach w ramach trasy koncertowej The Seven Temptations Tour.